# Ycare
Pour les articles homonymes, voir Attyé.
Pour les articles ayant des titres homophones, voir Icare (homonymie), Icard et Icart.
 (décembre 2023).
Assane Attyé, connu sous le nom d'Ycare, est un auteur-compositeur-interprète et musicien franco-libanais, né le 21 septembre 1983, à Dakar, au Sénégal. 
Il est connu pour ses titres Lap Dance, D'autres que nous (en duo avec Axelle Red), et Animaux fragiles (en duo avec Zaz).

## Biographie

### Jeunesse et origine
Ycare est né à Dakar au Sénégal, de parents d’origine libanaise. Durant sa jeunesse, il réside à Dakar, où il pratique le football.

### Accident
À l'âge de 16 ans, il fait une chute en patins à roulettes et se fracture la jambe. Durant les deux années de convalescence, il apprend la guitare et écrit des poèmes. Ces poèmes sont devenus des chansons.
« Ycare » est une métaphore sur l'adolescent déchu.

### Études
Après son baccalauréat, il vient en France poursuivre ses études, encouragé par ses parents. Il joue dans les cafés de Montpellier. Il obtient un MBA en Finance et travaille comme courtier dans une banque.

### LaNouvelle Star
Une amie l'inscrit au casting de la Nouvelle Star. Il refuse d'abord puis décide d'auditionner avec son frère Sam.
Il termine 4e de l'émission, éliminé en quart de finale, le 28 mai 2008. Amandine Bourgeois remporte cette promotion. 

### AprèsNouvelle Star

#### 2009-2011:Au bord du monde
Après son élimination, il va à Dakar pour enregistrer une maquette, dans le studio de Youssou N'Dour. Revenu à Paris, il livre la maquette. Il collabore avec «19» (managers de Julien Doré et Amel Bent) et Auguri productions (tourneur, entre autres, de M et Vanessa Paradis). Il fait un premier concert au Gibus.
En décembre 2008, il donne deux concerts à Dakar, devant 2000 personnes, ainsi qu'un showcase à la Fnac Montparnasse (Paris 6e), et un concert à guichets fermés au Glaz'art (Paris).
Un an après Nouvelle Star, Ycare sort son premier album Au bord du monde, le 29 juin 2009, sous le label Jive Epic (Sony Music). L'album est produit par Patrice Renson et Olivier Leud ; le premier single est Alison.

#### 2011-2013:Lumière Noire
Le 6 juin 2011, Ycare sort son deuxième album : Lumière Noire, toujours sous le même label (Sony Music). Le premier single de l'album, Lap Dance, atteint la 48e place des charts français et se vend à plus de 100 000 exemplaires. S.E.Ex et Une vie suivent.
L'album Lumière noire lui permet d'être sur le devant de la scène. Celui-ci comprend un duo avec Zula. Ycare signe toutes les musiques de son vrai nom, Assane Attyé, sauf Schizophrène de Mickaël Furnon et S.E.EX, composées par Christophe Emion et Christine Roy.

#### 2014:La Somone
Son troisième album, La Somone, sort le 17 mars 2014 chez Columbia (Sony Music). Le titre fait référence à une plage du Sénégal où il a grandi.
Le premier single (et le premier clip) de cet album est le titre Pourvu que tu viennes, tourné à Dakar. Le deuxième est Sors.

#### 2015: Hiver 2015 et Été 2016
En 2015, Ycare quitte sa maison de disques et devient indépendant. Il considère qu'il écrit trop de chansons pour ne sortir qu'un album tous les trois ans. Il lance une campagne de financement sur KissKissBankBank et récolte 36 232 € auprès de 663 contributeurs pour répondre à la demande du public d'enregistrements en studio.
Il fait une tournée guitare et chant en France.
En 2016, il sort l'EP Été sur son site internet, sous la forme d'une boîte contenant des friandises.

#### 2016:Un tour sans fin
L'album Un tour sans fin est enregistré lors d'un concert à La Nouvelle Ève (Paris), le 3 février 2016. Il est disponible en numérique à partir du 24 février, et sort en CD le 24 mars.

#### 2018:Adieu je t'aime
Ycare met en chansons ses émotions après la rupture avec sa compagne, et les enregistre en studio.
La chanson 14 boulevard Saint-Michel, parue dans l'EP Été , est enregistrée en duo avec Axelle Red. Ycare crée un duo avec la chanteuse Hoshi.

#### 2019: Bataclan
Le 5 octobre 2019, Ycare donne un concert au Bataclan, malgré les objections de son entourage. Il invite sur scène Joyce Jonathan, Lilian Renaud et Patrick Fiori, ainsi que les musiciennes Camille et Julie Berthollet.
Pendant la chanson Nos jeux enfantins, Ycare fait un malaise et quitte la scène à la fin.

### 2022:Des Millions d'années
En octobre 2022, Ycare sort l'album Des millions d'années, un album de duos en collaboration avec des artistes majeurs de la scène francophone, sur lequel figure notamment la chanson Animaux fragiles interprétée en duo avec la chanteuse Zaz. Amel Bent, Ibrahim Maalouf, Hiba Tawaji, Patrick Fiori, Axelle Red, Joyce Jonathan, Tiken Jah Fakoly, Émilie Satt (du duo Madame Monsieur), Céphaz, ou encore Esther Abrami font également partie de l'aventure. 

### 2023:Nos Futurs
Nos Futurs est le deuxième album collaboratif d'Ycare, sorti en novembre 2023 sous le label Play Two. Après avoir initié cette démarche avec son précédent album de duos Des millions d’années, Ycare poursuit cette aventure humaine et artistique avec un second projet toujours axé sur les rencontres. L’idée est née du besoin de sortir de l’isolement ressenti pendant le confinement : « Pendant le Covid, on était tellement seul que je me suis juré de plus jamais être seul », explique-t-il.

### 2025:Ycare
Deux ans après Nos futurs, Ycare revient avec un projet clairement incarné et introspectif. Cet opus, simplement intitulé Ycare, comporte dix titres, organisés en deux parties (Actes) complémentaires : Ciel et Terre (cinq chansons par acte), illustrant une dualité entre élans spirituels et enracinement humain. Les thèmes centraux explorés sont l’Amour — évoqué comme une force vitale et apaisée —, la quête de soi, la foi et la progression vers un équilibre intérieur. Ycare convoque notamment l'enfance comme figure de sagesse : « c’est l’enfant qu’il y a en nous qu’il faut écouter », souligne-t-il.

###### Le Fou et le Roi
À noter la présence sur l'album de l'adaptation en français du titre Viva la Vida de Coldplay, rebaptisé Le fou et le roi. L'artiste a adressé une lettre à Chris Martin et aux membres du groupe Coldplay afin d'obtenir l'autorisation d'en faire une version en français, soulignant l'importance que revêt ce morceau dans sa vie personnelle. Le groupe ayant donné son accord, Ycare y évoque notamment les thèmes de la chute, de la rédemption et du pardon.

### Tout le monde naît des avec des ailes(2024)
Tout le monde naît avec des ailes est un ouvrage autobiographique écrit par Ycare, publié le 10 octobre 2024 aux éditions Plon. Ce livre marque sa première publication littéraire.

#### Contexte et contenu
Dans cet ouvrage, Ycare explore une facette plus intime de son univers artistique. L'auteur nous livre « tout ce que les chansons ne disent pas ». Le texte navigue entre prose sensible et poésie introspective, évoquant des thèmes forts tels que la nuit, la souffrance, le cheminement vers la lumière, et enfin la résilience personnelle.
Le livre est une invitation à la réflexion sur la condition humaine, l'acceptation de soi, et la capacité à renaître malgré les épreuves. Il rappelle que, malgré les blessures intérieures, chacun possède le pouvoir de se relever, incarné par l'image des "ailes" que nous portons tous en nous.

#### Lectures publiques
À l’occasion de la sortie du livre, Ycare a organisé deux séances de lectures publiques au Studio Marigny à Paris, les 3 et 10 février 2025, créant un moment d’échange et de partage privilégié avec son public.

### Distinctions
En 2016, Ycare a reçu le prix de l’Auteur de l’année lors de la 6e édition des Prix de la Création Musicale organisés par la CSDEM, lors de la cérémonie qui s’est tenue le 4 avril 2016 à la Salle des Fêtes de l’Hôtel de Ville de Paris.

## Discographie

### Singles
- 2009 : Alison
- 2009 : J'y crois encore
- 2011 : Lap Dance
- 2011 : S.E.E.X
- 2012 : Une vie
- 2013 : Pourvu que tu viennes
- 2013 : Sors
- 2015 : La mer à voir
- 2016 : Love you (J'te déteste)
- 2017 : D'autres que nous (14 Boulevard Saint Michel)
- 2018 : Adieu je t'aime
- 2019 : D'autres que nous (14 boulevard Saint-Michel) (avec Axelle Red)
- 2020 : I Don't Care (Je m'en moque) (avec Axelle Red)
- 2021 : Tatoué
- 2022 : Animaux fragiles (avec Zaz)
- 2022 : Humble African (avec Tiken Jah Fakoly)
- 2023 : A Mi Manera (avec Amel Bent)
- 2023 : Origami (avec Patrick Bruel)
- 2024 : Le fou et le roi
- 2025 : Dans mes bras
- 2025 : Les cités de l'amour
- 2025 : Un paradis
- 2025 : Mon pays c'est la vie

### Participation
- En 2011, il intègre le Collectif Paris Africa  et participe au single Des ricochets en faveur de l'Unicef
- En 2012, il participe au single caritatif Je reprends ma route en faveur de l'association Les Voix de l'enfant[17]
- En 2013, il chante Ne me parlez pas de couleurs en duo avec Nicolas Peyrac sur son album Et nous voilà !
- En 2014, il participa au single Kiss and Love dont les bénéfices sont reversés au Sidaction
- En 2020, il fait partie des 350 personnalités[18] engagées sur le single Et demain ? au profit de la Fondation Hôpitaux de Paris- Hôpitaux de France
- En 2020, il participe au concert Unis pour le Liban[19]
- En 2024, il intègre la troupe des Enfoirés avec Claudia Tagbo, Santa et Gaëtan Roussel.
- En août 2025, Ycare est invité par Hiba Tawaji à se produire lors du Festival international de Baalbeck, au Liban. Il y interprète la chanson Les Cèdres en duo avec elle, accompagné par Ibrahim Maalouf à la trompette.[20]

### Composition
Ycare écrit également pour d'autres artistes, parmi lesquels Amel Bent, Garou, Florent Mothe, Louis Delort, Joyce Jonathan, Nolwenn Leroy, Patrick Fiori, Lilian Renaud, Zaz...
En 2014, il compose la chanson Si jamais j'oublie qu'il interprète pour la première fois sur la scène du Trianon. Conçue au départ comme un adieu au public, elle sera par la suite interprétée et enregistrée par Zaz sur son album Sur la route en 2015 et en deviendra le premier single. 
Ycare signe aussi le texte de Ce n'est rien pour Mireille Mathieu. 
Il écrit, en 2015, la chanson Pour ne plus avoir peur, le soir des attaques du Bataclan, interprétée par Lilian Renaud, gagnant de la saison 4 de l'émission The Voice.
Il co-écrit l'hymne des Enfoirés 2024  Jusqu’au dernier avec Patrick Bruel.

## Publications
- Tout le monde naît des avec des ailes, Plon, 2024, 160 p. (ISBN 9782259319225)